# Jugoslawische Badminton-Juniorenmeisterschaft
Jugoslawische Badminton-Juniorenmeisterschaften wurden von 1997 bis 2002 ausgetragen.

## Die Titelträger
| Saison | Herreneinzel        | Dameneinzel      | Herrendoppel      | Damendoppel       | Mixed             |
| ------ | ------------------- | ---------------- | ----------------- | ----------------- | ----------------- |
| 1997   | Bojan Jakovlevic    | Jelena Obrić     | nicht ausgetragen | nicht ausgetragen | nicht ausgetragen |
| 1998   | Radomir Jovović     | Jelena Obrić     | nicht ausgetragen | nicht ausgetragen | nicht ausgetragen |
| 1999   | Vladimir Stanojević | Jelena Obrić     | nicht ausgetragen | nicht ausgetragen | nicht ausgetragen |
| 2000   | Vladimir Bacanovic  | Jelena Obrić     | nicht ausgetragen | nicht ausgetragen | nicht ausgetragen |
| 2001   | Vladimir Bacanovic  | Jelena Obrić     | nicht ausgetragen | nicht ausgetragen | nicht ausgetragen |
| 2002   | Vladan Jankovic     | Marija Bulatović | nicht ausgetragen | nicht ausgetragen | nicht ausgetragen |